# Fedotartessus popensis
Fedotartessus popensis är en insektsart som beskrevs av Evans 1981. Fedotartessus popensis ingår i släktet Fedotartessus och familjen dvärgstritar. Inga underarter finns listade i Catalogue of Life.